# كوسابورو شيجينو
كوسابورو شيجينو (باليابانية: 重野 弘三郎) (6 مايو 1971 في كاناغاوا في اليابان – )؛ هو لاعب كرة قدم سابق كان يلعب كمدافع.